# Nó de andaime
Nó de andaime é um nó usado para içar uma pessoa pelo lado de um edifício ou bote, ou em um mastro para pintá-lo ou recuperá-lo.